# Amt Voigtsberg
Das Amt Voigtsberg war eine im Vogtländischen Kreis gelegene territoriale Verwaltungseinheit des 1806 in ein Königreich umgewandelten Kurfürstentums Sachsen. Zwischen 1657 und 1718 gehörte das Amt zum albertinischen Sekundogenitur-Fürstentum Sachsen-Zeitz.
Bis zum Ende der sächsischen Ämterverfassung im Jahr 1856 bildete es als sächsisches Amt den räumlichen Bezugspunkt für die Einforderung landesherrlicher Abgaben und Frondienste, für Polizei, Rechtsprechung und Heeresfolge.

## Geographische Ausdehnung
Das Gebiet des Amts Voigtsberg umfasste den Süden des sächsischen Vogtlands mit den Städten Oelsnitz, Schöneck, Markneukirchen und Adorf. Das Amt beinhaltete das Obere Vogtland mit einem Teil des Elstergebirges, den westlichen Ausläufern des Erzgebirges bei Schöneck und die Oberläufe der Flüsse Weiße Elster, Zwickauer Mulde und Zwota. Das Amt ragte wie ein Keil nach Süden in das Gebiet des Königreichs Böhmen. Es hatte mit dem Ort Mißlareuth eine Exklave im äußersten Westen des sächsischen Vogtlands. Enklaven des Amts Plauen im Voigtsberger Gebiet bildeten Teile von Hundsgrün, Kottengrün und Werda.

## Angrenzende Verwaltungseinheiten
| Fürstentum Reuß jüngerer Linie                  | Amt Plauen                                  |                                          |
| Fürstentum Bayreuth (Landeshauptmannschaft Hof) | Kompassrose, die auf Nachbargemeinden zeigt | Kreisamt Schwarzenberg                   |
| Königreich Böhmen (Ascher Ländchen)             |                                             | Königreich Böhmen (Schönbacher Ländchen) |

## Geschichte
Anfang des 13. Jahrhunderts war das Amt Voigtsberg mit der Burg Voigtsberg als thüringisches Afterlehen der Grafen von Eberstein im Besitz der Vögte von Straßberg und später der Vögte von Plauen. Nach dem Ende des Vogtländischen Kriegs kam das Amt mit Oelsnitz/Vogtl. im Jahr 1356 an den Markgrafen von Meißen. Ein Jahr später wurden Adorf/Vogtl., Markneukirchen und das kleine Amt Wiedersberg südwestlich von Oelsnitz von den Plauener Vögten an den Meißner Markgrafen verkauft. Die beiden Orte kamen an das Amt Voigtsberg. Das Amt Wiedersberg wurde erst nach 1378 mit dem Amt Voigtsberg vereinigt. Die Herrschaft Schöneck war vor 1370 im Besitz von Kaiser Karl IV. und wurde 1422 von dessen Sohn an die Wettiner verpfändet.
Seit der Leipziger Teilung im Jahr 1485 gehörte das Amt Voigtsberg zur ernestinischen Linie der Wettiner. Die Herrschaft Schöneck erwarb der ernestinische Kurfürst Johann Friedrich im Jahr 1534. Nach 1542 wurde sie in das Amt Voigtsberg integriert. 1529 wurde im Vogtland die Reformation eingeführt.
Durch die Niederlage der Ernestiner im Schmalkaldischen Krieg kamen die drei vogtländischen Ämter Pausa, Plauen und Voigtsberg im Jahr 1547 in Besitz der böhmischen Krone. 1548 kauften die Herren von Plauen das Amt Voigtsberg als böhmisches Lehen zurück.
1569 erwarb es der albertinische Kurfürst von den hoch verschuldeten Vögten von Plauen und es wurde Teil des neu gegründeten Vogtländischen Kreises innerhalb des Kurfürstentums Sachsen. Ab Ende des 16. Jahrhunderts entstanden durch den Zuzug protestantischer Glaubensflüchtlinge aus Böhmen und anderen österreichischen Ländern, den sogenannten Exulanten, neue Orte in der Grenzregion zu Böhmen, u. a. im Raum Klingenthal. Durch die mitgebrachten Fähigkeiten entstand z. B. eine berühmte Musikinstrumentenindustrie, welche dieser Gegend den Namen "Musikwinkel" einbrachte.
Von 1657 bis 1718 gehörten die drei Ämter des Vogtländischen Kreises zum albertinischen Sekundogeniturfürstentum Sachsen-Zeitz. 1856 wurden aus dem Amt Voigtsberg fünf Gerichtsamtsbezirke gebildet. 1875 wurde aus den Bezirken Oelsnitz, Adorf, Markneukirchen und Schöneck (teilweise) die Amtshauptmannschaft Oelsnitz gebildet. Die Gerichtsamtsbezirke Klingenthal und ein Teil von Schöneck wurden 1875 Teil der Amtshauptmannschaft Auerbach.

## Zugehörige Orte
Städte
- Adorf
- Markneukirchen
- Oelsnitz
- Schöneck

Dörfer
| - Altmannsgrün (bei Tirpersdorf) - Arnoldsgrün - Arnsgrün - Aschberg - Bärendorf - Bärenloh - Bergen (bei Adorf) - Berglas - Bernitzgrün - Blosenberg - Bobenneukirchen - Bösenbrunn - Oberbrambach - Unterbrambach - Breitenfeld - Brotenfeld - Brunndöbra - Burkhardtsgrün - Dechengrün - Dobeneck | - Dröda - Droßdorf (anteilig) - Ebersbach - Ebersberg - Ebmath - Obereichigt - Untereichigt - Elster - Engelhardtsgrün - Erlbach - Eschenbach - Eubabrunn - Freiberg - Gassenreuth - Georgenthal - Obergettengrün - Untergettengrün - Görnitz - Gopplasgrün - Gottesberg | - Gunzen - Gürth - Hartmannsgrün (bei Oelsnitz) - Haselrain - Heinersgrün - Hermsgrün - Oberhermsgrün - Unterhermsgrün - Hetzschen - Hohendorf - Hundsgrün (anteilig) - Jugelsburg - Klingenthal - Korna - Kottengrün (anteilig) - Kottenheide - Landesgemeinde - Landwüst - Lauterbach (bei Oelsnitz) - Leubetha | - Loddenreuth - Lottengrün (anteilig) - Magwitz mit Göswein - Marieney - Marxgrün (bei Heinersgrün) - Obermarxgrün - Untermarxgrün - Mißlareuth (Exklave) - Morgenröthe - Mühlhausen - Mulde - Oberzwota - Ottengrün - Pabstleithen - Pillmannsgrün - Pirk - Planschwitz - Posseck - Raasdorf - Ramoldsreuth | - Raschau - Raun - Rautenkranz - Rebersreuth - Remtengrün - Reuth (bei Elster) - Rohrbach - Saalig - Obersachsenberg mit Waldgut - Untersachsenberg - Sachsengrund - Sachsgrün - Schloditz - Schönberg - Schönbrunn (bei Bösenbrunn) - Schönlind (bei Markneukirchen) - Siebenbrunn - Sohl - Steindöbra - Schilbach | - Tannenbergsthal - Tiefenbrunn - Tirpersdorf - Tirschendorf - Obertriebel - Untertriebel - Troschenreuth - Türbel - Voigtsberg - Werda (anteilig) - Wernitzgrün - Wieden - Wiedersberg - Willitzgrün - Wohlbach - Wohlhausen mit Friebus - Oberwürschnitz - Unterwürschnitz - Zaulsdorf - Zettlarsgrün | - Großzöbern - Kleinzöbern - Zwota |

Burgen und Schlösser
| - Burg Voigtsberg - Burg Brambach - Burg Planschwitz und Rittergut Planschwitz - Ringwall Lauterbach - Ruine Stein (in Planschwitz) | - Burg Posseck - Wasserburg Sachsgrün - Schloss Schönberg am Kapellenberg - Burg Schöneck - Burg Wiedersberg (in Triebel) - Burg Türbel |

## Amtleute
- Thimo von Hermannsgrün, Hauptmann